# Ilex khasiana
Ilex khasiana är en järneksväxtart som beskrevs av Purakaystha. Ilex khasiana ingår i släktet järnekar, och familjen järneksväxter. Inga underarter finns listade i Catalogue of Life.